# Гайнц Когут
Гайнц Когут (нім. Heinz Kohut, англ. Heinz Kohut; нар. 3 травня 1913, Відень, Австро-Угорщина — пом. 8 жовтня 1981, Чикаго, США) — австрійсько-американський психоаналітик, був віцепрезидентом Міжнародної психоаналітичної асоціації, президентом Чиказької психоаналітичної асоціації (1963—1964), президентом Американського психоаналітичного товариства (1964—1965), засновник селфпсихології — одного з сучасних напрямків у психоаналізі.

## Життєпис
Гайнц Когут народився 3 травня 1913 року в Відні, Австро-Угорщина, в заможній єврейській сім'ї. Батько — Фелікс Когут, був піаністом, займався бізнесом. Його мати — Ельза Лямпль Когут, була дуже вольовою жінкою і зіграла важливу роль у житті Гайнца. Саме вона наполягла на тому, щоб Гайнц навчався вдома з репетиторами. Гайнц Когут відвідував заняття у початковій школі лише останній рік навчання, після чого навчався вісім років у Доблінґерській гімназії.

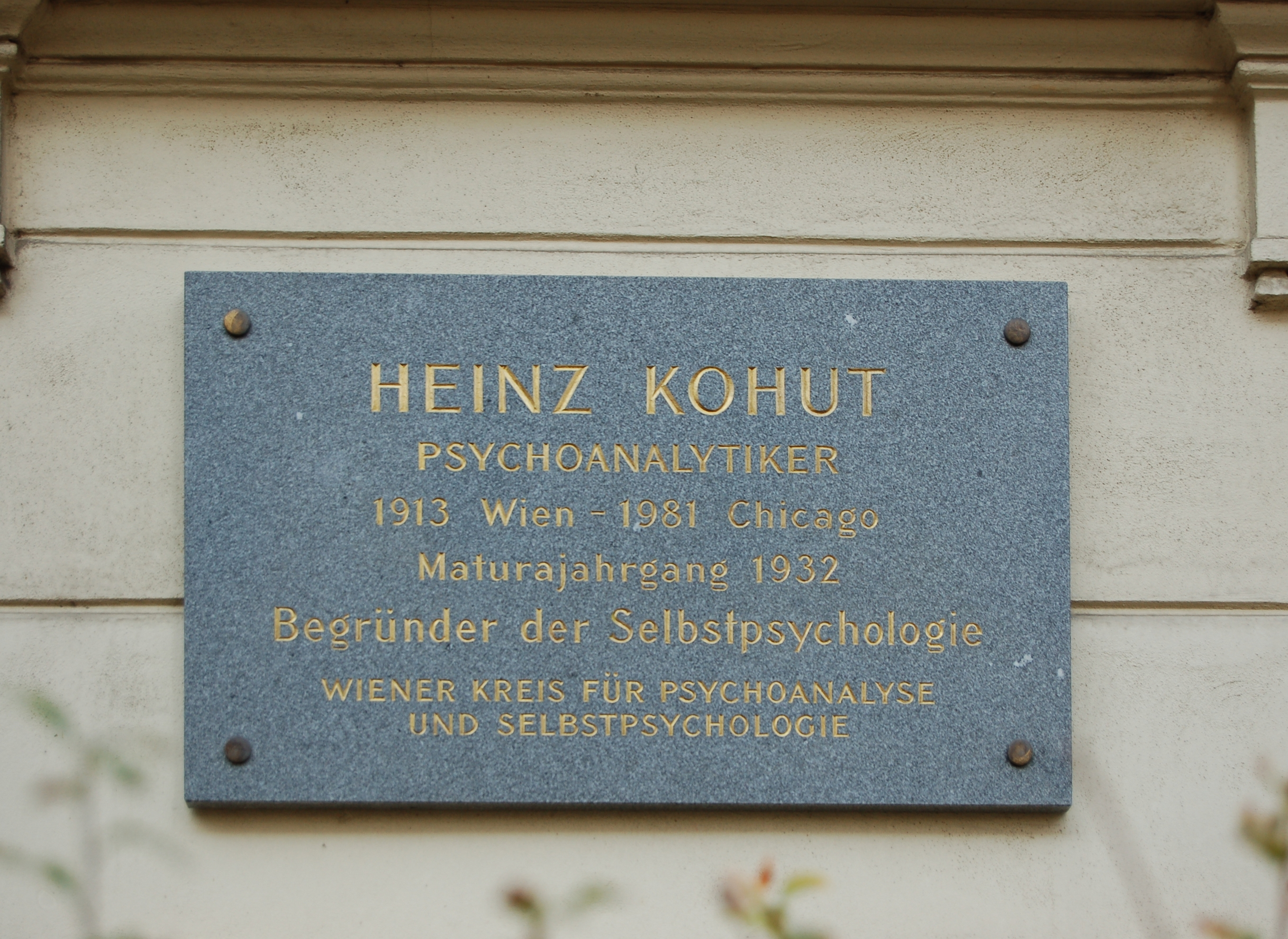
Пам'ятна дошка на Доблінґерській гімназії

У 1929 році Гайнц Когут вивчав французьку мову, для чого відвідав Сен-Ке-Порріє у Бретані, та провів там два місяці.
Після закінчення гімназії, у 1932 році, продовжив освіту на медичному відділенні Віденського університету за спеціальністю неврологія. У 1938 році Гайнц Когут отримав ступінь доктора медицини.
У 1939 році через Аншлюс Гайнц Когут змушений перервати психоаналіз. Він емігрує спочатку в Англію, де протягом року перебуває в таборі для переселенців, а потім у квартирі дядька в Лондоні, перш ніж отримати візу в США. У березні 1940 року Гайнц Когут, з 25 доларами в кишені, прибув до США. На запрошення свого друга дитинства Зиґмунда Леварі відправився у Чикаго.
Подальшу неврологічну та психоаналітичну освіту та практику отримує в Чикаго.
У період з 1941 по 1943 роки Гайнц Когут працює неврологом у лікарні Чиказького університету. З 1943 по 1947 роки проводить лекції з неврології та психіатрії. Працює асистентом професора психіатрії Чиказького університету з 1947 по 1950 роки.
З 1950 року Гайнц Когут перебуває на посаді професора психіатрії та члена правління Чиказького інституту психоаналізу.
У 1973 році Гайнц Когут захистив докторську дисертацію в Університеті Цинцинаті.
Зі середини 1960-х років і аж до самої смерті Гайнц Когут займається письменницькою діяльністю та викладанням своїх поглядів. Гайнц Когут зібрав навколо себе групу відданих послідовників.
Останнє десятиліття життя Гайнц Когут було дуже важким — він страждав на лімфому. Це було відомо лише родині та найближчим друзям. Гайнц Когут пережив складну операцію, пневмонію, був повністю виснажений. Незважаючи на надзвичайно важку тілесну недугу, продовжував працювати до самої смерті.
Помер Гайнц Когут 8 жовтня 1981 року в Чикаго.

## Приватне життя
У 1948 році Гайнц Когут одружився з Елізабет Майерс. 1951 року в подружжя народився єдиний син — Томас Август.

## Вибрані публікації
- Analysis of the Self: Systematic Approach to Treatment of Narcissistic Personality Disorders, International Universities Press, 2000, ISBN 0-8236-8002-9
- How Does Analysis Cure?, Heinz Kohut, ed. Arnold Goldberg, 1984, ISBN 9780226450346
- The Search for the Self: Selected Writings of Heinz Kohut: 1978—1981, ISBN 0823660176, ISBN 9780823660179
- The Kohut Seminars on Self Psychology and Psychotherapy With Adolescents and Young Adults, Miriam Elson, 1987, ISBN 0393700410, ISBN 978-0393700411
- Heinz Kohut: The Chicago Institute Lectures, ed. Paul Tolpin, Marian Tolpin, 199, ISBN 0881631167
- Heinz Kohut: The Making of a Psychoanalyst, Charles B. Strozier, 2004, ISBN 1590511026
- Heinz Kohut and the Psychology of the Self (Makers of Modern Psychotherapy), Allen Siegel, 1996, ISBN 041508637X
- The Curve of Life: Correspondence of Heinz Kohut, 1923—1981, 1994, ISBN 0226111709
- The Psychology of the Self: A Casebook, Heinz Kohut, Arnold Goldberg, 1978, ISBN 0823655822
- Releasing the Self: The Healing Legacy Of Heinz Kohut, Phil Mollon, 2001, ISBN 1861562292
- The Theory And Practice Of Self Psychology, White, M. Weiner, M., 1986, ISBN 0876304250
- Treating the Self: Elements of Clinical Self Psychology, Ernest S. Wolf, 2002, ISBN 1572308427
- The Restoration of the Self, Heinz Kohut, New York: International Universities Press, 1977